# Dirk van Gelder
Dirk van Gelder (Den Haag/Scheveningen, 7 maart 1907 - aldaar, 15 oktober 1990) was een Nederlands tekenaar en graficus.

## Jeugd
Dirk van Gelder werd in 1907 in Den Haag geboren en is op 15 oktober 1990 op 83-jarige leeftijd in diezelfde plaats overleden.
Zijn moeder J.H. van Gelder-Scalongne had Nederlands gestudeerd en maakte muziek. Zijn vader, Hendrik Enno van Gelder, was gemeentearchivaris, o.a. verantwoordelijk voor de gemeentelijke kunstcollectie in de Oude Doelen, en grondlegger en later (van 1912 tot 1941) eerste directeur van het Haags Gemeentemuseum.
Van Gelder volgde tot aan de derde klas een gymnasiumopleiding. Na een half jaar noodgedwongen in een sanatorium in Davos te hebben doorgebracht, was hij niet meer gemotiveerd zijn opleiding voort te zetten. Hij koos voor de beeldende kunst, hoewel hij ook interesse had voor muziek (dwarsfluit). Hij volgde daarvoor weliswaar een privécursus L.O. en M.O. tekenen, maar bleef toch voornamelijk autodidact. Dat het een goede keuze was, blijkt uit een brief uit 1922 van Jan Toorop aan zijn vader: Met ontzettend veel genoegen heb ik op een Zondagmiddag vele teekeningen van uwen zoon bekeken. Daar zit heel heel veel moois, fijns, pittigs en teers in zijn werk. Dat belooft iets bijzonders te worden, zeer zeker.

## Studiereizen en natuur
Als jongen al was Dirk geïnteresseerd in de natuur. Bij zijn favoriete kunstenaars behoorde Theo van Hoytema. In de periode van 1924 tot 1929 maakte hij een groot aantal litho's, waarin diens invloed goed zichtbaar is. Toen hij op een verjaardag van zijn oudere broer Jan, de later vermaarde Utrechtse kunsthistoricus J.G. van Gelder, etsbenodigdheden cadeau kreeg, ging hij ook met de ets aan de slag. In diezelfde periode begon hij buiten te tekenen, o.a. op Texel.
In de jaren 1929 tot 1934 verbleef hij voor langere perioden op het eiland Sicilië, wat een groot aantal belangrijke tekeningen en prenten opleverde.

## Houtgravure
In 1932 volgde Van Gelder een aantal lessen bij Jules de Bruycker aan het 'Hoger Instituut voor Schone Kunsten' in Antwerpen, die zich echter afvroeg wat hij hem nog kon leren. Directeur Opsomer opperde toen:'Is n'outgravuur niet iets voor U?' houtgravure. Van Gelder veronderstelde dat hij 'oude gravures' bedoelde. Maar het daagde hem pas later dat hij 'houtgravure' had bedoeld. Het gevolg was wel dat Van Gelder op het gebied van de houtgravure een van de grootsten van de twintigste eeuw werd.

## De Roos
In juni 1945 werd Stichting De Roos opgericht met het plan meerdere keren per jaar een bibliofiele uitgave uit te brengen. De naam 'De Roos' was gekozen als een eerbetoon aan de boekverzorger en letterontwerper S.H. de Roos. Al in 1946 kwam er een uitgave met illustraties van Dirk van Gelder. In 1949 maakte hij houtgravures bij nummer 17 van de reeks, de 'Mei' van Herman Gorter.
Vervolgens toonde Van Gelder zich een meester met houtgravures bij 'De Scheppingsdagen' voor de Nederlandse Vereniging van Druk- en Boekkunst (1950) en een map met acht houtgravures voor de provincie Zeeland (1952).

## Veere
Na zijn huwelijk in 1938 met Karen Mauve, een kleindochter van de Haagse-School-schilder Anton Mauve, gingen zij in Veere wonen. In 1940 verlieten zij hun huurhuis en kochten zij er een zestiende-eeuws pakhuis. Hier werden hun dochters Aleid en Agnes geboren. Daar kwamen ze ook de oorlog door. Etsplaten die Van Gelder tijdens de bezetting in zijn tuin begraven had om te voorkomen dat ze door de Duitse bezetter ingenomen zouden worden, heeft hij na de oorlog niet teruggevonden.

## Docentschap
In 1952 werd hij aangesteld als docent etsen aan de Koninklijke Academie van Beeldende Kunsten in Den Haag. Hij volgde Arend Hendriks op, die het jaar daarvoor (in 1951) was overleden. Het docentschap leverde hem een vast inkomen op, maar zorgde er ook voor dat hij op den duur naar Den Haag moest verhuizen (1963).

## Bresdin
Wie Van Gelder als docent heeft gekend, weet dat hij vaak zat te schrijven. Van jongs af aan had hij een grote bewondering voor de op dat moment nog onbekende negentiende-eeuwse Franse tekenaar-graficus Rodolphe Bresdin (1822-1885). Hij verzamelde diens werk, werd door hem beïnvloed en schreef en publiceerde in 1976 een uitgebreide Franstalige monografie en oeuvre-catalogus. In 1978 resulteerde dat in een tentoonstelling over Bresdin in het Haags Gemeentemuseum.
Het leverde zowel Van Gelder als Bresdin internationale erkenning op.

## De Haagse Etsclub
Ondertussen was Van Gelder weer volop aan het etsen gegaan. Het vervaardigen van houtgravures werd hem fysiek zwaar en het contact met zijn leerlingen, met name met Simon Koene die hem later als leraar etsen op de academie zou opvolgen, leidde in 1971 tot het begin van een bijzonder samenwerkingsverband, dat een jaar later (in 1972) zou leiden tot de uitgave van het boekje Schelpen, het project 'Onkruid' (1976), en in 1984 samen met Simon Koene, Han van Hagen en Willem Minderman tot de oprichting van De Haagse Etsclub.
Zijn laatste project voor De Haagse Etsclub was de editie 'Dier', waarvoor hij twee etsen van een hagedis en een spin leverde.

## Oeuvre

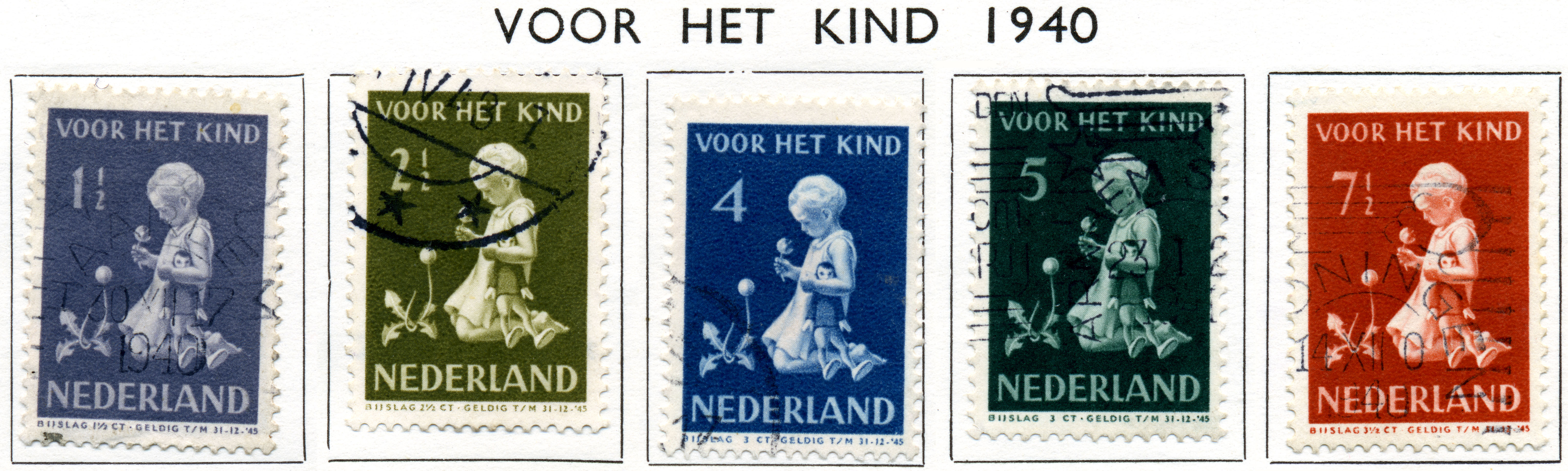
Kinderzegels 1940. Ontwerp van Dirk van Gelder

Het volledige grafische oeuvre van Van Gelder is gecatalogiseerd en omvat voor de litho's 66, voor de etsen 165 en voor de houtgravures, waaronder een aantal exlibris en gelegenheidsdrukwerk, 179 nummers. Hierbij moet aangetekend worden, dat sommige nummers series omvatten, zodat bijvoorbeeld het aantal houtgravures 297 is.